# Komazawa Hockey Fields
Die Komazawa Hockey Fields waren ein Sportkomplex mit drei Hockeyspielfeldern in der japanischen Hauptstadt Tokio. Die Anlage befand sich im Olympiapark Komazawa und wurde anlässlich der Olympischen Sommerspiele 1964 in Tokio errichtet. Während der Olympischen Spiele wurden auf der Anlage die Spiele des Hockeyturniers ausgetragen. Heute ist nur noch eines der Spielfelder erhalten.

## Hockeyfeld 1
Das Hockeyfeld 1 verfügte über eine Kapazität von 2056 Sitzplätzen und eine Spielfläche von 104,4 m × 66 m. Des Weiteren war am Spielfeld eine elektronische Anzeigetafel angebracht. Es wurde zusammen mit dem Komazawa Volleyball Court, welcher sich in unmittelbarer Nähe befindet, entworfen.

## Hockeyfeld 2
Das Hockeyfeld 2 verfügte während der Olympischen Spiele über eine Kapazität von 3432 Sitzplätzen, wovon 1540 temporäre Plätze waren. Das Spielfeld war 115 m × 80 m groß. Des Weiteren war am Spielfeld eine elektronische Anzeigetafel angebracht.

## Hockeyfeld 3
Das Hockeyfeld 3 verfügte über eine Kapazität von 2343 Sitzplätzen und eine Spielfeldfläche von 9900 m².